# Montbolo
Montbolo település Franciaországban, Pyrénées-Orientales megyében. Lakosainak száma 179 fő (2022. január 1.). Montbolo Taulis, Saint-Marsal, Taillet, Reynès, Amélie-les-Bains-Palalda, Arles-sur-Tech és Corsavy községekkel határos.

## Földrajz

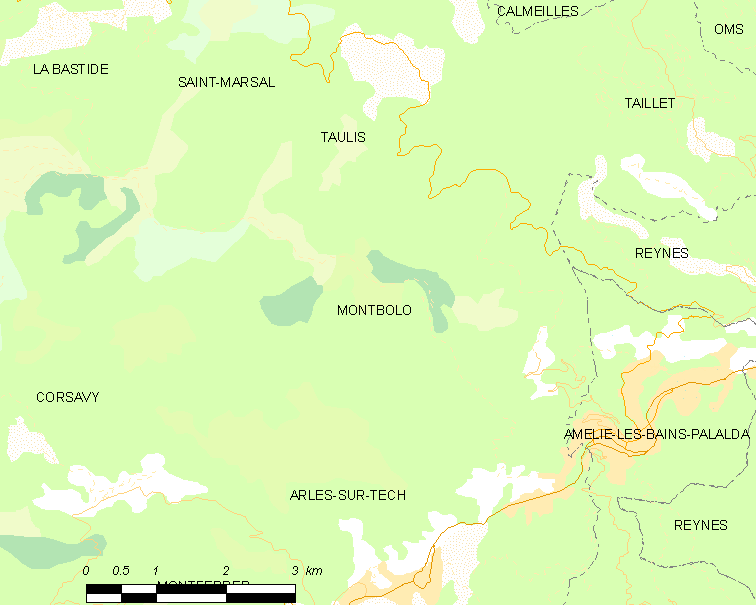
Montbolo és környéke

## Népesség
A település népességének változása:
| Lakosok száma | 185  | 183  | 180  | 178  | 177  | 177  | 177  | 179  |
|               | 2013 | 2015 | 2017 | 2018 | 2019 | 2020 | 2021 | 2022 |